# Нужна (деревня)
Нужна — деревня в составе Ивановского сельского поселения Шарьинского района Костромской области России.

## География
Деревня расположена на берегу одноименной реки.

## История
В начале XVII века деревня принадлежала боярину князю Фёдору Мстиславскому, спустя некоторое время после смерти которого, в 1640 году вместе с другими деревнями была пожалована царём Алексеем Михайловичем князю Борису Репнину, от которого деревня перешла его потомкам.
Согласно Спискам населенных мест Российской империи в 1872 году деревня относилась к 2 стану Ветлужского уезда Костромской губернии. В ней числилось 6 дворов, проживали 16 мужчин и 24 женщины.
Согласно переписи населения 1897 года в деревне проживало 190 человек (73 мужчины и 117 женщин).
Согласно Списку населенных мест Костромской губернии в 1907 году деревня относилась к Рождественской волости Ветлужского уезда Костромской губернии. По сведениям волостного правления за 1907 год в деревне числилось 30 крестьянских дворов и 212 жителей.
До 2010 года деревня входила в состав Марутинского сельского поселения.

## Население
| 2008 | 2010 | 2014 |
| ---- | ---- | ---- |
| 2    | ↘0   | →0   |